# Hamppusaari (ö i Kajanaland, Kehys-Kainuu, lat 64,55, long 29,11)
Hamppusaari är en ö i Finland. Den ligger i sjön Mikitänjärvi och i kommunen Hyrynsalmi i den ekonomiska regionen  Kehys-Kainuu  och landskapet Kajanaland, i den centrala delen av landet, 500 km norr om huvudstaden Helsingfors. Öns area är 1,3 hektar och dess största längd är 200 meter i öst-västlig riktning.